# Глибока шийна артерія
Глибока шийна артерія (лат. arteria cervicalis profunda) — це гілка ребровошийного стовбура.

## Топографія
Йде назад поміж І ребром і поперечним відростком VII шийного хребця, повертає догори і розгалужується у мʼязах задньої шийної ділянки. Ця артерія живить пів-остьові мʼязи шиї і голови, її спинномозкові плки проХодять через міжхребцеві отвори у хребтовий канал і кровопостачають шийну частину спинного мозку.

## Анастомози
Гілки глибокої шийної артерії анастомозують з гілками хребтової, висхідної шийної і потиличної артерій (остання є гілкою зовнішньої сонної артерії).